# ارنست دوروی
ارنست دوروی (فرانسوی: Ernest Dureuil‎) ژیمناست هنری اهل بلژیک بود. از افتخارات وی میتوان به کسب مدال برنز تیمی سیستم سوئدی در بازی‌های المپیک تابستانی ۱۹۲۰ اشاره کرد.